# بخش جوناگره
بخش جوناگره (به انگلیسی: Junagadh district) یک بخش در هند است که در گجرات واقع شده‌است. بخش جوناگره ۸٬۸۳۱ کیلومتر مربع مساحت و ۲٬۷۴۳٬۰۸۲ نفر جمعیت دارد.